# مكتبة الميكروبات
مكتبة الميكروبات هي مركز وسائط رقمية يراجعه أفراده، وتم إنشاؤه في عام 2000 لدراسات ما قبل التخرج في علم الميكروبات. والمكتبة تحت رعاية الجمعية الأمريكية لعلم الميكروبات (ASM)، والتي تعد أكبر جمعية مستقلة لعلوم الحياة في العالم. ويغطي نطاق المكتبة، بفضل وجود محتوى متاح في أربعة أقسام، علوم الميكروبات المحددة في إرشادات المنهج العلمي التي توصي بها الجمعية الأمريكية لعلم الميكروبات. تتم مراجعة محتوى المكتبة بالكامل من قبل أفرادها لضمان الدقة العلمية، والقيمة التعليمية، والوضوح في المحتوى المسموع والمرئي. ويشكل أساتذة علم الميكروبات الجمهور الأساسي الذي تستهدفه المكتبة، على الرغم من أنَ بعض الأقسام مناسبة للطلاب كذلك.

## المهمة
مهمة المكتبة هي:

'•' تشجيع التعليم الجيد في علم الميكروبات 

'•' الارتقاء بالتدريس الجامعي، و

'•' تحسين فهم عالم الميكروبات والإحاطة به.

## أقسام المكتبة
المعرض - يحتوي مجموعة من الصور، ومقاطع الفيديو، والرسوم المتحركة، التي تستخدم لتحسين المحاضرة أو عروض المختبر. تتضمن العناصر الفردية حكايات موجزة تشرح هذه العناصر وكيفية الحصول عليها. كذلك يشتمل على مجموعة من العناصر التي تنتشر حول فكرة أساسية محورية (مثل صبغة جرام وماكونكي أجار) والتي تتضمن عنوانًا للمجموعة، وعنوان ووصف قصير لكل عنصر (مثل اسم الشكل وقصته).
مواجز الوسائط المرئية - مراسلات قصيرة عالية الجودة، تتضمن صورًا رقمية ومقاطع فيديو ورسومًا متحركة حول عالم الميكروبات. وهذه المواجز تشبه مراسلات البحث العلمي القصيرة (أو المواجز) التي تُنشَر في الصحف العلمية، وتحتوي على أقسام المقدمات والوسائل والمناقشات والمراجع العلمية. كما يوجد كذلك مواجز تتناول الموضوع العلمي بالوصف وشرح كيفية الحصول عليه (على سبيل المثال، متحضر ومعزول)، وتشرح أيضًا أهميته و/أو استخداماته، وتقدم مراجعًا وصورًا مكبَرة له.
بروتوكولات المختبر - تشتمل على مواجز معلومات حول اختبارات المعمل التقليدية، وتتضمن كذلك خطوات إجرائية، بالإضافة إلى الهدف، والنظريات، والتاريخ، واعتبارات السلامة، والنصائح و التعليقات، والمراجع.
بنك أسئلة التفكير النقدي (ظهر أول مرة بشكل إرشادي في مؤتمر الجمعية الأمريكية لعلم الميكروبات لأساتذة تعليم ما قبل التخرج لعام 2012  وسيصبح متاحًا للعامة في خريف عام 2013) - مجموعة من أسئلة الاختيار من متعدد والتي تتخطى مستوى الحفظ التقليدي واستظهار المحتوى إلى طلب القدرة على التفكير النقدي. تم تعيين الحد الأدنى لمستوى التفكير النقدي على المستوى الثالث (التطبيق) طبقًا لتصنيف بلوم لمستويات الإدراك. كما أن الأسئلة معدة خصيصًا لتشجيع التعليم التفاعلي باستخدام نظم أجوبة الجمهور، الأمر الذي جعلها ذات فائدة في الاختبارات التحضيرية والنهائية أو الاختبارات التقليدية، كما يمكن استخدامها في الفصول المدرسية، أو المخبرية، أو على الإنترنت في إطار خبرات التعليم المختلط والتعليم عن بعد.

## شركاء المكتبة والتمويل
مكتبة الميكروبات هي شريك مؤسس في شبكة تعليم العلوم الحيوية  (BEN) في الجمعية الأمريكية لتقدم العلوم. وتعد شبكة تعليم العلوم الحيوية جزءًا من المكتبة الرقمية القومية لتعليم العلوم والتكنولوجيا والهندسة والرياضيات. تتولى مؤسسة العلوم القومية و مؤسسة واكسمان لعلم الميكروبات توفير الدعم اللازم لتطوير المكتبة.